# Балангода

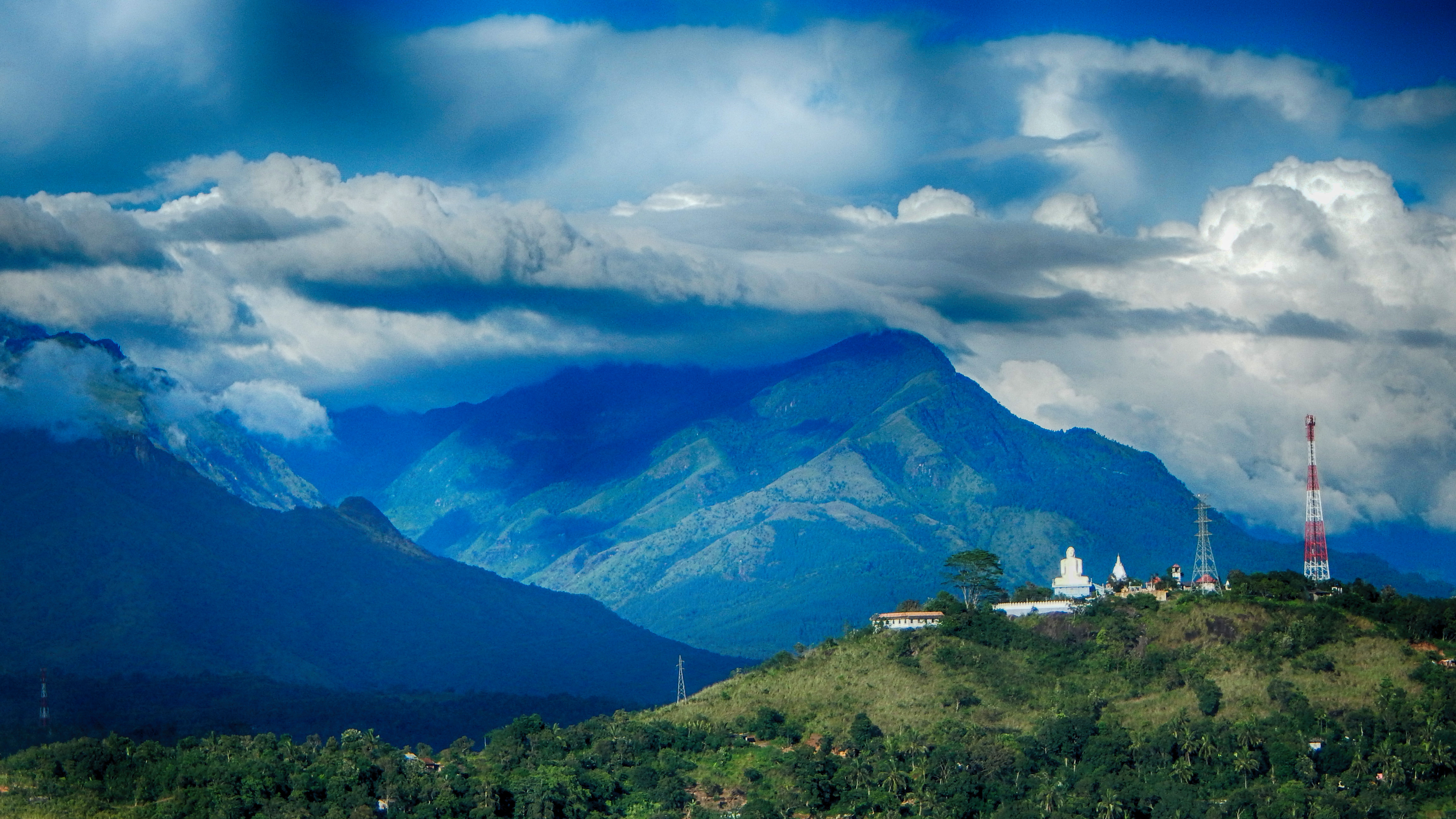
Mountains Balangoda

Балангода — велике місто в окрузі Ратнапура, Сабарагамува, керується міською радою, розташованої в 143 кілометрах від Коломбо і 43 кілометрах від Ратнапури на шосе Коломбо — Баттікалоа (А4). Це одне з найбільших міст провінції Сабарагамува. За даними перепису населення 2001 року, Балангоду населяють 16 875 осіб і має площу 16,2 км2.
Балангода помітна внаслідок відкриття залишків скелетнів Гомініні з пізнього Четвертинного періоду (найдавніший надійно датований запис анатомічно сучасних людей в Південній Азії). Місто також є батьківщиною Балангоди Ананди Маїтреї Теро та Сірімаво Бандаранаїке (першої жінки-прем'єр-міністра та першої жінки-глави уряду) прем'єр-міністра Шрі-Ланки (1960—1965, 1970–77 та 1994—2000).
Балангода розташована у горбистій центральній частині центральної Шрі-Ланки на гірському хребті Сабарагамува. Основними заняттями мешканців цього регіону є сільське господарство (овочі, фрукти та спеції), вирощування рису для місцевого споживання, вирощування чаю для міжнародних ринків як комерційні культури та видобування дорогоцінного каміння.

## Освіта

### Унфверситети
Єдиним університетом у Балангоді є Університет Сабарагамуви.

### Школи
Головними школами регіону є:
- Національна школа Балангоди імені Ананди Маїтрея (коледж)
- R/B/C.C. Тамільський Коледж
- Коледж Меддаканда
- Центральний коледж Джеїлані
- Центральний коледж Шрі-Будда-Джаянті
- Коледж Шрі-Шаріпутра
- Коледж імені святого Агнеса Баліки
- Коледж Удагама
- Коледж Від'ялока (школа Канішта)